# Peter M. Schon
Peter Martin Schon (* 10. November 1912 in Kastel-Staadt; † 3. Dezember 1985 in Stolberg (Rheinland)) war ein deutscher Romanist.

## Leben
Schon studierte Romanistik und Germanistik in Frankfurt, München, Bordeaux und Köln. Er promovierte 1942 bei Fritz Schalk in Köln mit Vorformen des Essays in Antike und Humanismus. Ein Beitrag zur Entstehungsgeschichte der Essais von Montaigne (nach Kriegsverlust des Manuskripts aus dem Gedächtnis neu geschrieben und erschienen Wiesbaden 1954). Schon habilitierte sich 1958 in Mainz bei Edmund Schramm mit Studien zum Stil der frühen französischen Prosa (Robert de Clari, Geoffroy de Villehardouin, Henri de Valenciennes) (Frankfurt a. M. 1960) und wurde 1962  Wissenschaftlicher Rat und Professor. 1966 wurde er als ordentlicher Professor an die RWTH Aachen berufen und baute dort das Institut für romanische Philologie auf. Er wurde 1982 emeritiert, lehrte aber noch bis 1985. Schon war Officier des Palmes Académiques (1971).

## Werke
- (Übersetzung aus dem Französischen) Der französische Geist : die Meister des Essays von Montaigne bis Giraudoux / hrsg. von Gustav R. Hocke, Leipzig 1938
- (Übersetzung aus dem Französischen) Paul Valéry: Fonction et mystère de l’Académie française / Amt und Geheimnis der Académie française, Jena/Leipzig 1948
- (Herausgabe zusammen mit Charles Bruneau) Studia Romanica. Gedenkschrift Eugen Lerch, Stuttgart 1955
- Das literarische Porträt im französischen Mittelalter, in: Archiv für das Studium der neueren Sprachen und Literaturen 117, 1965, S. 241–263